# John Dentz
Pour les articles homonymes, voir Dentz.
John Dentz, mort le 9 mai 2017 est un batteur de jazz américain.

## Biographie
John Dentz a travaillé avec de nombreux jazzmen : Bill Evans, Art Pepper, Mose Allison, Terry Gibbs, Don Menza, Gábor Szabó, Med Flory, , etc.
Comme leader, il a enregistré en 1980 l'album The Reunion Band (avec Ernie Watts au saxophone ténor, Chick Corea au piano et Andy Simpkins à la contrebasse).